# 英米文化学会
英米文化学会（えいべいぶんかがっかい、英名 The Society of English Studies）は、英語学・教育、英米文学・文化の研究を目的とする学会。
事務局を東京都千代田区神田駿河台1-8-13日本大学歯学部田嶋倫雄研究室内に置いている。

## 事業
- 研究発表会の開催、機関誌の発行など[1]

## 学会誌
- 『英米文化』[2]